# Minosia bicalcarata
Minosia bicalcarata är en spindelart som först beskrevs av Simon 1882.  Minosia bicalcarata ingår i släktet Minosia och familjen plattbuksspindlar. Inga underarter finns listade i Catalogue of Life.